# Große Seeperlmuschel
Die Große Seeperlmuschel (Pinctada margaritifera), auch Schwarzlippige Perlmuschel genannt ist eine Muschel-Art aus der Familie der Margaritidae in der Ordnung Ostreida. Sie kommt im Indopazifik einschließlich des Roten Meeres vor. Im Mittelmeer ist sie ein Neozoon, einerseits durch anthropogene Ansiedlung, andererseits wahrscheinlich auch durch Lessepssche Einwanderung durch den Suezkanal.

## Merkmale
Die Gehäuse sind annähernd gleichklappig  bzw. nur leicht ungleichklappig und werden bis zu 250 mm hoch (Indopazifik), im Roten Meer und im Mittelmeer bleiben sie generell kleiner (bis 200 mm). Sie sind allerdings ungleichseitig, die Wirbel sitzen in der vorderen Gehäusehälfte. Die Gehäuse sind stark komprimiert, also relativ flach. Der Gehäuseumriss ist rundlich. Der Dorsalrand ist lang und annähernd gerade. Er ist aber deutlich kürzer, als die Gesamtgehäuselänge. Der Dorsalrand bildet mit dem Vorderrand einen flachen Winkel. Der Vorderrand ist dann fast gerade und geht dann in den weit gerundeten Ventralrand über. Der Dorsalrand geht mit einem flachen Winkel in den Hinterrand über. Der Hinterrand weist im oberen Teil einen kleinen dreieckigen Vorsprung auf. Er fällt dann gerade und nahezu senkrecht (im Verhältnis zum Dorsalrand) zum Ventralrand ab. Die rechte Klappe besitzt unter dem Winkel (mit dem Vorderrand) einen Byssuseinschnitt. 
Das Ligament sitzt in einer dreieckigen Vertiefung. Das Schloss weist keine Zähne auf.
Die Schale ist sehr dick, entsprechend schwer sind die Gehäuse. Die Ornamentierung besteht aus radialen Rücken aus übereinander gelegten Schuppen. Sie kreuzen sich mit konzentrischen breiten Linien. In den Kreuzungspunkten sind die Schuppen knotenartig verdickt. Die Klappen sind außen graugrün, die radialen schuppenartigen Rücken sind gelblich. Innen sind die Klappen perlmuttartig glänzend mit blasser blauer oder violetter Tönung, und einem schmalen graugrünen Rand.
Es ist nur ein Schließmuskel vorhanden, der hintere Schließmuskel. Er ist groß, liegt annähernd zentral, und die Ansatzstelle ist löffelförmig. Pinctada margaritifera gilt als die Art, die die wertvollsten (Natur-)Perlen produziert.

## Ähnliche Arten
Die Art ist sehr ähnlich Pinctada radiata, unterscheidet sich aber in der Größe und Farbe des Gehäuses. Die Gehäuse von Pinctada radiata sind kleiner, die Schale ist dünner, braun gefärbt und gewöhnlich mit rötlichen bis schwarzen Markierungen.

## Geographische Verbreitung, Lebensraum und Lebensweise
Die Art ist im Indo-Pazifik, einschließlich des Roten Meeres weit verbreitet. Die Tiere leben mit Byssus angeheftet an Hartsubstraten, wie unter und an Steinen, in Spalten von Felsen und an Kalkalgen im Gezeitenbereich und im flachen Subtidal (bis etwa 40 Meter Wassertiefe).
Es handelt sich um epifaunale Suspensionsfiltrierer, Die optimalen Temperaturen für Wachstum und Fortpflanzung sind 26 bis 29 °C und eine Salinität von 28 bis 32 ‰. Temperaturen von 35 °C oder höher sind tödlich für die Larven, auch eine Salinität von nahezu 40 ‰ reduzierte die Überlebensfähigkeit der Larven auf ein Minimum.
Im Mittelmeer wurden sie zum ersten Mal 1899 in Kalabrien registriert. Hier wurden aber später keine Funde mehr gemacht. Eine italienische Firma hatte Exemplare von Pinctada margaritifera aus dem Roten Meer nach Kalabrien importiert. Sie wuchsen und reproduzierten sich auch, und es wurden sogar einige Perlen gewonnen. Aber die Zucht scheint wohl nicht wirtschaftlich gewesen zu sein. Ein Bericht von 1974 meldet die Art aus Ägypten. Ein angeblicher Fund in Griechenland von 1963 ist in Wirklichkeit die Art Pinctada radiata (Leach, 1814) (CIESM Atlas).

## Taxonomie
Das Taxon wurde bereits 1758 durch Carl von Linné als Mytilus margaritiferus aufgestellt. Das Taxon ist die Typusart der Gattung Pinctada Röding, 1798. MolluscaBase listet folgende Synonyme: Avicula cumingii Reeve, 1857, Margarita sinensis Leach, 1814, Margaritifera fimbriata Bryan, 1915, Margaritifera margaritifera var. zanzibarensis Jameson, 1901, Margaritiphora communis Megerle von Mühlfeld, 1811, Meleagrina nigromarginata Saville-Kent, 1893 und Pinctada foliacea Röding, 1798, Graham Oliver nennt mit Pinctada margaritifera var. erythraeensis Jamesson, 1901 ein weiteres Synonym.
Der hier benutzte deutsche Trivialname hat nach Google-Suche doch eine gewisse Akzeptanz erlangt, im Gegensatz zu den im Wörterbuch der Wirbellosen vorgeschlagenen deutschen Trivialnamen für die anderen Pinctada-Arten.